# エーリヒ・クライバー
エーリヒ・クライバー（Erich Kleiber, 1890年8月5日 - 1956年1月27日）はオーストリアのウィーン出身の指揮者。指揮者のカルロス・クライバーは息子。

## 生涯

### 幼年期
1890年8月5日、ウィーンにて生まれる。言語学者の父がプラハに赴任したため幼年時代は当地で過ごしたが、1895年と1896年に相次いで両親を失い、それ以降はプラハとウィーンの親類のもとで過ごした。

### 学生時代
ウィーンで基礎教育終了試験を受け、プラハ音楽院でピアノ、オルガン、打楽器、指揮を、さらにはプラハ大学で歴史、哲学、芸術史を学んだ。学生時代から頻繁に通うようになった歌劇場でマーラーの指揮に感銘を受け、自身も指揮者への道を本格的に志すようになった。

### キャリア初期
1911年から1912年にかけて、プラハにあるドイツ劇場の練習・合唱指揮者を務めて指揮活動をスタートさせた。その後はダルムシュタットの宮廷歌劇場の第3楽長となり、1916年には第2楽長に昇格して、1919年まで務めた。また、ダルムシュタット時代に出会った指揮者アルトゥル・ニキシュのスタイルを真似つつ、次第に自己の指揮スタイルを確立していったとされる。
1919年から1921年にはバルメン＝エルベルフェルト（現ヴッパタール）の第1楽長となり、この時期にコンサート指揮者（オペラ以外の交響曲などを振る指揮者）としてデビューした。その後はデュッセルドルフ、マンハイムの指揮者としても活躍した。

### ベルリン時代
1923年にベルリン国立歌劇場の音楽監督に就任。モーツァルトやベートーヴェンなどのオペラを指揮する一方で、ベルクの「ヴォツェック」やヤナーチェクの「イェヌーファ」など新しい作品も積極的に取り上げた。この頃のベルリンには、クロル歌劇場に当時は現代作品を得意にしていたクレンペラーもおり、当時の現代作品の上演が非常に盛んな時期でもあった。
また、他のオーケストラへの客演も盛んに行なっており、ニューヨーク・フィルハーモニー管弦楽団を指揮するために2回渡米しているほか、1923年、1925年、1927年にはウィーン・フィルハーモニー管弦楽団とともに大規模なドイツツアーを行なっている。
ただし、ナチスの台頭により状況が変化してゆく。彼はユダヤ人ではなかったものの妻はユダヤ系であり、またユダヤ人の友人も多くいた他、同時代の音楽作品を「退廃音楽」と呼び弾圧するナチスの台頭を非常に警戒していた。1933年2月27日のドイツ国会議事堂放火事件、翌年11月30日のベルクの「ルル組曲」（未完に終わった同名のオペラの素材を使った交響的小品集）初演に対する禁止令は、彼にドイツ脱出の決心を固めさせるのには十分であり、禁止令が出た5日後にベルリンの職を辞任。翌1935年のザルツブルク音楽祭出演の後、妻と当時5歳のカール（カルロス）らを伴ってアルゼンチンに移住した。

### 南米時代
ドイツを離れた翌年の1936年、クライバーはブエノスアイレスのテアトロ・コロンにおける、ドイツオペラの首席指揮者になった。さらに、南米各地のオーケストラに客演し、1943年から1947年にはハバナ・フィルハーモニー管弦楽団の指揮者を務めた。また、1947年から1948年にはアメリカのNBC交響楽団を指揮してもいる。
なお、1939年にはアルゼンチンの市民権を取得した。

### 戦後ヨーロッパでの活躍〜晩年
戦後、1947年ごろからヨーロッパでの指揮活動を再開した。1951年からは古巣のベルリン国立歌劇場を再び指揮するようになり、1954年には音楽監督に就任したが、東ドイツのドイツ社会主義統一党政権と意見が対立し1955年辞任した。

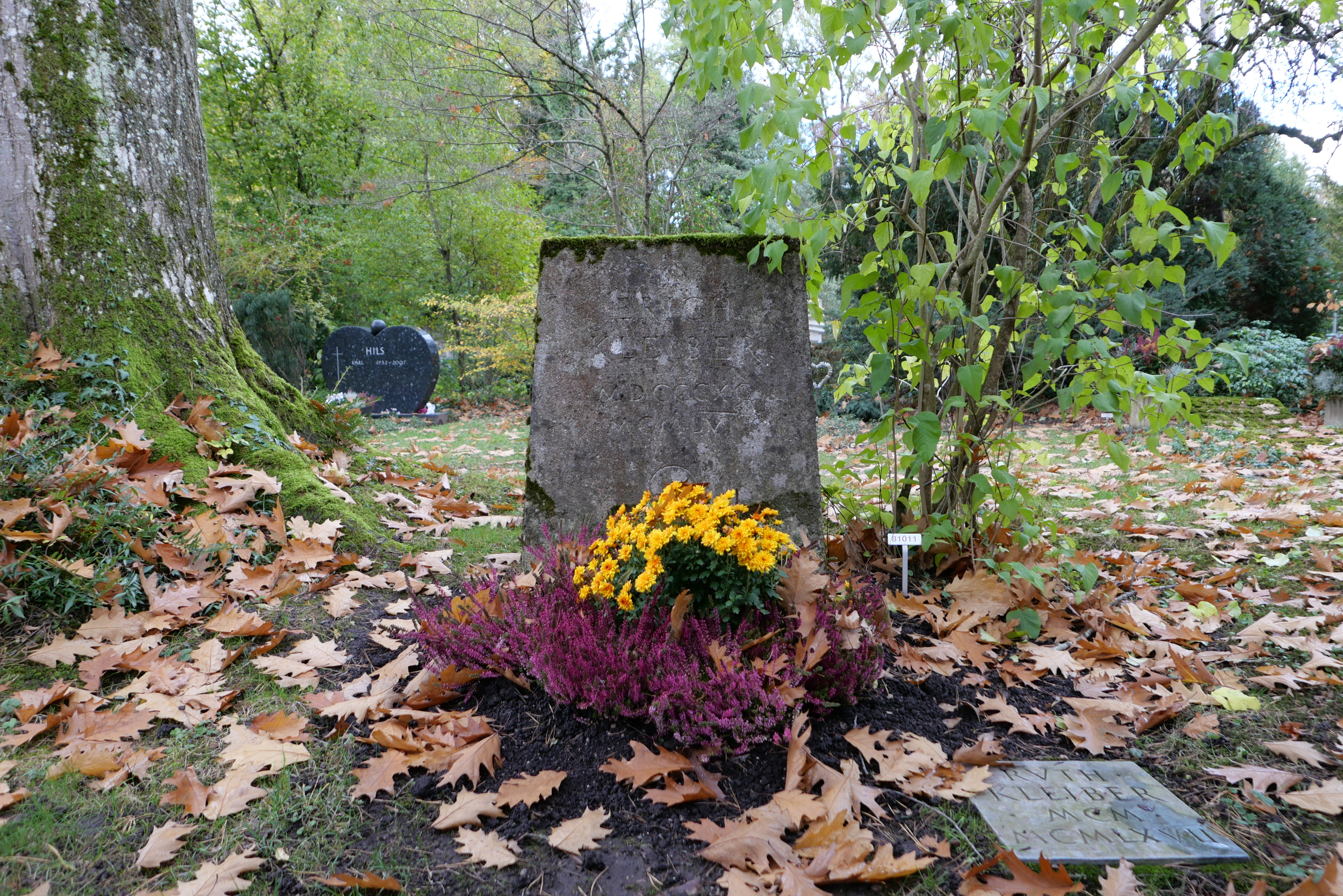
チューリッヒのホンガーベルク墓地にあるクライバーとその妻の墓。

また、1956年に行われる予定のウィーン・フィルハーモニー管弦楽団初のアメリカツアーの指揮者にも選ばれ、また客演で好評を博したコヴェントガーデン王立歌劇場からの働きかけもあったが、尊敬するモーツァルト生誕200年の日であった1956年1月27日にチューリッヒで急逝した。
なお、ウィーン・フィルハーモニー管弦楽団と再会した際、クライバーは「あなた方のオーケストラには幾つの弦楽四重奏団があるのか」という問いを発したとされる。

## 人物
クライバーの練習は厳しく、「いかなる反論もはねつけるやり方で、自分の意志を押し通した」とされる。ウィーン・フィルハーモニー管弦楽団で第2ヴァイオリンの首席奏者を務めたオットー・シュトラッサーは、リヒャルト・シュトラウス作曲のオペラ『薔薇の騎士』を録音する際に、ある箇所をG線で弾くよう指示した指揮者のクライバーに対して「その箇所ではG線は響かない」と意見を言ったところ、「第2ヴァイオリニストのようなそんな手合いから、自分は御意見を承ったりなどしない」と返答されたと回想している。

## 後世への影響
ゲオルク・ショルティ は、14歳の時にクライバーの指揮でベートーヴェンの『交響曲第5番』を聴き、指揮者の道を志した。その後ブダペスト歌劇場にてクライバーの助手を務め、『薔薇の騎士』『後宮からの誘拐』での歌唱指導と、『薔薇の騎士』の本番におけるチェレスタ演奏を行なったが、ショルティはこの時を振り返って「オペラに夢中になっていたクライバーは、演出にまで入れ込んでいた。彼は自ら『後宮からの誘拐』を演出し、歌手を思いどおりの位置に立たせ、その演技を指導し、装置について舞台美術家に意見を言った。エーリヒ・クライバーほど徹底して劇場人になりきれる指揮者はめったにいない。私は彼のようになりたいと思った」と述べている。

## 評価
指揮者のヘルベルト・ブロムシュテットは、ドイツ的な響きとは何かという問いに対し「それはひとつの集合概念です。ドイツ的な響きというのは、ヴィルヘルム・フルトヴェングラー、アルトゥール・ニキシュ、フリッツ・ブッシュ、エーリヒ・クライバーから連想される響きです」と語っている。

オペラ指揮者としても評価が高く、のちに断られてはいるものの、ルドルフ・ビングはメトロポリタン歌劇場の音楽監督級の地位（音楽監督という名称はないが重要な決定に際しては意見が尊重される地位）をクライバーに提示している。なおクライバーは自身の代わりとしてジョルジュ・セバスティアン、ハンス・シュミット＝イッセルシュテット、ロバート・デンツラーを推薦したが、ビングはこれを無視した。また、音楽評論家の門馬直美はエーリヒ・クライバーについて以下のように述べている。